# Plaucio Laterano
Plaucio Laterano (latín: Plautius Lateranus, ejecutado en el año 65) fue un senador romano del siglo I.
Plaucio era hijo de Quinto Plaucio, cónsul en el año 36. Era sobrino de Aulo Plaucio, cónsul sufecto en el año 29, el hombre que dirigió la invasión de Britania en el año 43. Fue gracias a sus buenos oficios que Plaucio Laterano escaparía de la pena de muerte en el año 48, después de que se descubriera su romance con Mesalina, la esposa del emperador Claudio. Afortunadamente, Claudio tenía en alta estima a Aulo Plaucio. Plaucio Laterano, aunque escapó de la muerte, fue destituido de su puesto senatorial, aunque luego se le concedió su readmisión bajo Nerón.
En el año 65, Plaucio Laterano, entonces cónsul designado (consul designatus), fue acusado de participar en la conspiración de Pisón. Tácito dice que Laterano no se unió por rencor personal contra Nerón, sino sólo por patriotismo. Su participación en la conspiración se desarrolló cuando debía postrarse ante Nerón, con el pretexto de solicitar ayuda económica; luego, siendo "decidido y musculoso", debía derribarlo y retenerlo, permitiendo que otros militares implicados en la conspiración lo mataran. Cuando se descubrió la conspiración, Nerón mandó ejecutar a Plaucio. Tácito afirma que su "traslado" fue tan precipitado que no se le permitió despedirse de sus hijos, ni elegir la forma de su muerte. Fue llevado a un "lugar reservado para las ejecuciones de esclavos", y murió en silencio. El hombre que lo ejecutó, Estacio Proxumo, también estaba implicado en el complot, pero Laterano no lo desenmascaró.
Aunque Tácito no indica el medio de ejecución, el filósofo Epicteto en sus Discursos estoicos deja claro que fue decapitado. Epicteto pregunta a sus alumnos por qué no deben aceptar la muerte; por qué deben temer morir solos. ¿Por qué no extienden el cuello "como hizo Laterano en Roma, cuando Nerón lo condenó a ser decapitado? Extendió su cuello voluntariamente para recibir el golpe, pero el golpe fue deficiente, así que retrocedió un poco, pero luego tuvo suficiente autocontrol para ofrecer su cuello por segunda vez".
Su residencia era la Domus Lateranus o "casa de los lateranos", más tarde llamada Palacio de Letrán en Roma.
La casa fue expropiada por Nerón, declarándola propiedad del princeps. Allí se edificaría la Basilica Saluatoris (Archibasílica de San Juan de Letrán).